# 長鬚光尺蛾
長鬚光尺蛾（学名：Triphosa umbraria）为尺蛾科光尺蛾屬下的一个种。